# François Ledrappier
Pour les articles homonymes, voir Ledrappier.
François Ledrappier, né le 17 janvier 1946, est un mathématicien français.
Il est directeur de recherche au Laboratoire de probabilités et modèles aléatoires à l’université Pierre-et-Marie-Curie à Paris.

## Carrière
Ledrappier a fait ses études secondaires au Prytanée militaire de La Flèche. Il est diplômé, en 1967, de l'École polytechnique et a obtenu en 1975 à l'université Pierre-et-Marie-Curie sa thèse de doctorat sous la direction de Jacques Neveu. Il enseigne à l'université Pierre-et-Marie-Curie, puis est professeur à l'université Notre-Dame-du-Lac, dont il est désormais professeur émérite.
Il traite des actions de groupes géométriques, par exemple, dans des flux géodésiques sur des variétés compactes de courbure négative et d'autres systèmes dynamiques, ainsi que des marches aléatoires. Ses recherches ont des liens avec la théorie ergodique et la théorie de la mesure géométrique.

## Prix et distinctions
En 1965, il reçoit le prix d'honneur du Prytanée militaire de La Flèche.
En 1994, il est conférencier invité au Congrès international des mathématiciens à Zurich avec une conférence intitulée Application of dynamics to compact manifolds of negative curvature.
Parmi ses doctorants figure Nalini Anantharaman.
En 2016, il a reçu le prix Sophie-Germain.

## Publications
- avec Mark Pollicott (de): Ergodic properties of linear action of (2x2) matrices. Duke Math. J., vol 116, 2003, p. 353-388.
- avec Elon Lindenstrauss: On the projections of measures invariant under the geodesic flow, Int. Math. Res. Not. 2003, Nr. 9, p. 511—526.
- avec Martine Babillot: Geodesic paths and horocycle flow on abelian covers, in: Lie groups and ergodic theory (Bombay, 1996), p. 1-32, Tata Inst. Fund. Res. Stud. Math., 14, Tata Inst. Fund. Res., Bombay, 1998.
- avec Lai-Sang Young: The metric entropy of diffeomorphisms, Annals of Mathematics, Band 122, 1985, p. 509-574.
- Un champ markovien peut être d’entropie nulle et mélangeant, C. R. Acad. Sci. Paris Sér. A-B, Band 287, 1978, p. A561—A563.